# گلین سولترز
گلین سولترز (انگلیسی: Glynn Saulters؛ زادهٔ ۱۰ فوریهٔ ۱۹۴۵) بازیکن بسکتبال اهل ایالات متحده آمریکا است.
وی در مسابقات کشوری و بین‌المللی در مجموع برندهٔ ۱ مدال طلا شده‌است.